# 桃李花
桃李花（とうりか）は、雅楽の唐楽の曲名の一つ。赤白桃李花の略名。
黄鐘調で、延八拍子の中曲である。管絃と舞楽があり、舞楽の場合は舞人4人による平舞である。
はじめは内教坊の女楽（伎女舞）として、3月3日の曲水の宴で奏舞された。のちに序の曲は失伝し、舞も「央宮楽」の舞を借りたものとなった。唐の高宗の頃に草木に関する曲が21曲作られた内の一つと言われる。